# Lola Morote Chapa
Lola Morote Chapa (València, 1897 - 1985) va ser una ceramista i pintora valenciana.

## Infància
Lola va nàixer al si d'una família culta i il·lustrada que li va permetre tindre accés a una formació acadèmica. El seu pare va ser el doctor Francisco Morote i Greus que va tenir un paper molt important a l'àmbit educatiu de València. Va ostentar el càrrec de director de l'Institut General i Tècnic de la ciutat així com la càtedra de l'Institut Luís Vives. La seua família procedia d'una família de argenters de Lorca (Múrcia) i de rics propietaris de terres a Alzira. El seu avi Aureliano Morote i Perales va arribar a ser magistrat. Tot això li permetrà créixer en una família acomodada i amb molts estímuls intel·lectuals. Va tindre 5 germans: Carmen, Concepción, Francisco, Vicente i José.

## Formació
Molt jove se sent atreta pel món de l'art i va començar, quan tenia només 14 anys, a estudiar en La Acadèmia de Belles Arts de València. Hi va assistir juntament amb la seua germana Concepción i ambdues són fiades per Luis Soria. En aquella època era molt difícil estudiar en una universitat sent una dona però va assistir a les classes de dibuix exclusives solament per a dones.
Allí va rebre classes de ceràmica i dibuix destacant per la seua destresa. El 1914, li donen el premi de la Classe de Ceràmica. En aquesta classe també estudiaven: Rosario Soria, Marina Orts, Emilia Contell, Amelia Cuñat i Maria Llardó, qui també el van rebre. Va romandre en aquesta institució diversos anys, segurament fins a 1920.

## Vida artística
El seu desenvolupament artístic se centrarà en la ciutat de valència, encara que no hi ha moltes dades de la seua participació en certamens d'art fins que va participar en desmembre de 1932 a una exposició de pintura, escultura i art decoratiu celebrada a la Federació regional d'Estudiants catòlics. L'any següent va concorre a la mostra de l'exposició d'art de la Jovensa femenina, el 2 de juny de 1933 en Lo Rat-Penat amb un bodegó de taronges i llimones, molt lluminós.